# Wódka (Opole)
Pour les articles homonymes, voir Wódka.
Wódka est une localité polonaise de la voïvodie d'Opole et du powiat de Głubczyce, à 5 km au nord-est de Branice, 15 km au sud de Głubczyce et 67 km au sud d'Opole, près de la frontière de la République tchèque. Sa population est de 230 habitants.

## Histoire
Au XVIe siècle, le village appartenait au duché de Krnov (en allemand : Fürstentum Jägerndorf, principauté de Jägerndorf). 
En 1830, le village, appelé Hochkretscham ou Wotka, faisait partie du royaume de Prusse et de la province de Silésie. Il comptait 85 maisons et 515 habitants. 
En 1945, la population allemande de Silésie est expulsée.

Images
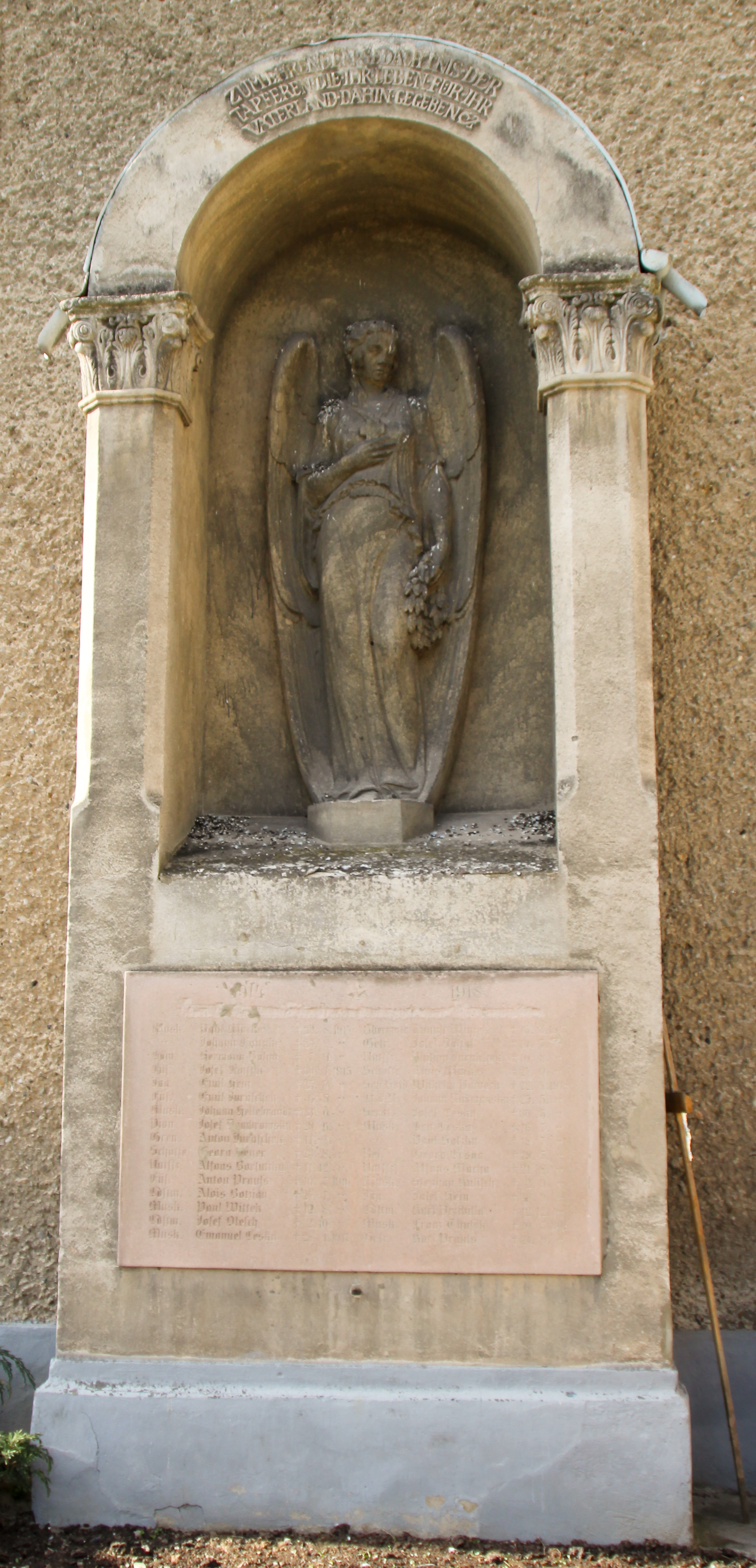
Monument aux morts de la Première Guerre mondiale
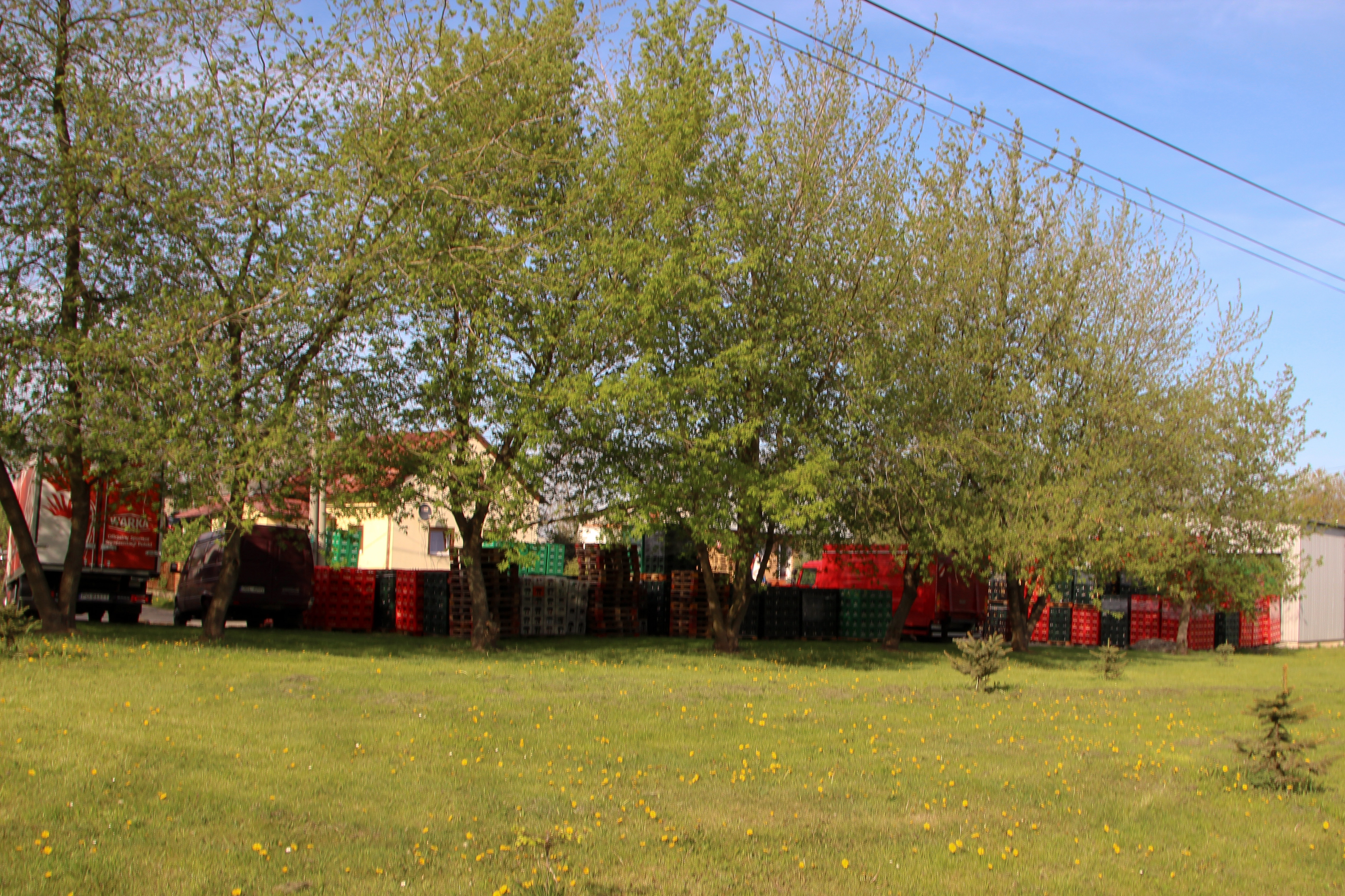
Prairie à Wódka en 2012
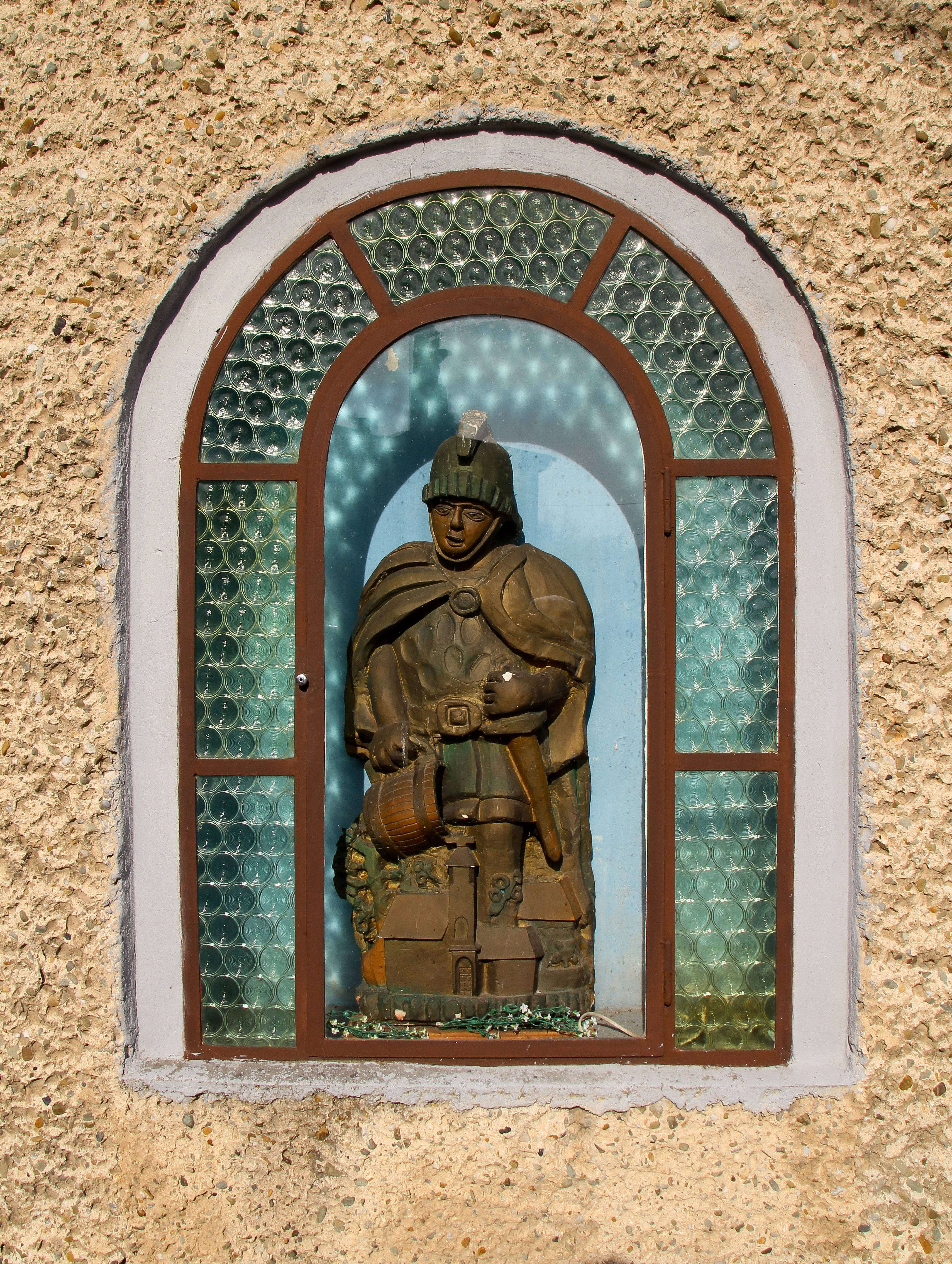
Église Sainte-Thècle